# Sanya
Sanya (chiń. upr. 三亚; chiń. trad. 三亞; pinyin Sānyà) – miasto o statusie prefektury miejskiej w południowych Chinach, w prowincji Hajnan. W 2010 roku liczba mieszkańców miasta wynosiła 170 182. Prefektura ta w 1999 roku liczyła 462 237 mieszkańców.
W Sanyi powstały uzdrowisko i kąpielisko morskie, liczne sanatoria, luksusowe hotele, muzeum muszli morskich, park motyli, port morski i międzynarodowy port lotniczy. Znajduje się tam także mierząca 108 metrów wysokości statua bogini Guanyin, będąca jednym z najwyższych wolno stojących posągów na świecie.
Kilkukrotnie odbywały się tam gale wyborów Miss World.